# Postgeschichte und Briefmarken von Österreich

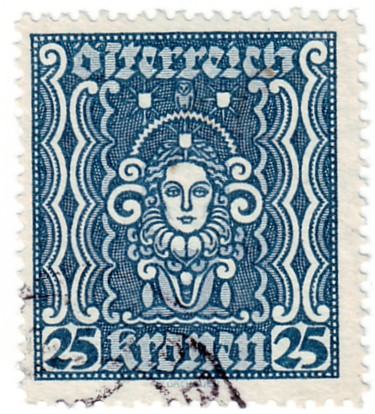
Jugendstilmarke aus dem Jahre 1922

Der Artikel Postgeschichte und Briefmarken von Österreich behandelt die Geschichte der Post und der Briefmarken von der Gründung des Kaisertums Österreich, 1804, bis heute. Das Kaisertum Österreich war postalisch auch für das Fürstentum Liechtenstein zuständig.

## Vorphilatelie
Die Anfänge eines eigenständigen österreichisch-habsburgischen Postwesens behandelt der Artikel Österreichische Postgeschichte bis 1806. 1842 erfolgte die Einführung eines entfernungsabhängigen Tarifsystems. 1842 wurden Postverträge mit Bayern, Baden und Sachsen, 1843 mit Thurn und Taxis und 1844 mit Preußen geschlossen. Am 1. Juli 1850 wurde der Deutsch-Österreichische Postverein gegründet.

## Monarchie 1850 bis 1918

### Erste Briefmarkenausgabe 1850

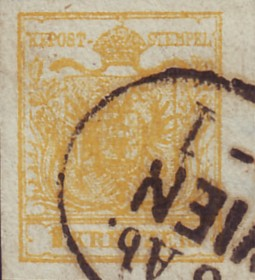
1. Ausgabe von 1850

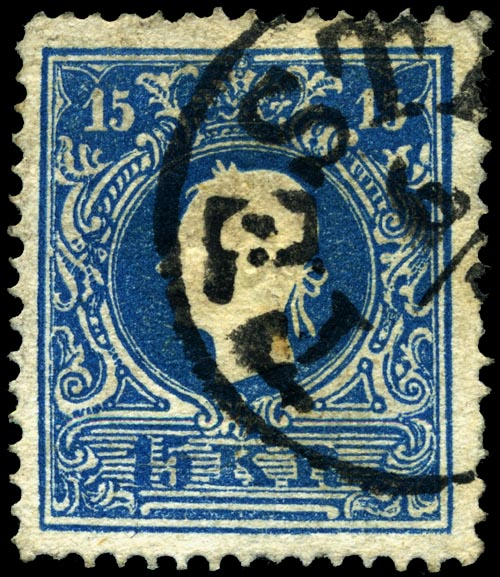
2. Ausgabe von 1858

Am 1. Juni 1850 erlangten die ersten Briefmarken, die Wappenausgabe 1850, im Kaisertum Österreich ihre Gültigkeit. Die erste österreichische Briefmarkenausgabe zeigte den österreichischen Wappenschild und war ursprünglich als eine Übergangslösung gedacht – die nächste Ausgabe sollte jedoch erst 1858 folgen. Wegen der Währungsänderung (1 Gulden hat 100 Kreuzer statt wie bisher 60 Kreuzer) am 1. November 1858 wurden neue Marken, die sogenannte Kaiserkopfausgabe, herausgegeben. Die Marken der ersten Ausgabe konnten mit dem neuen Wert bis 31. Dezember 1858 aufgebraucht werden.

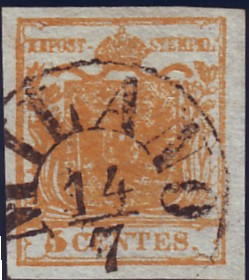
1. Ausgabe 1850

Für die damals noch zu Österreich gehörigen Gebiete Lombardei (bis 1858) und Venetien (bis 1866) wurden eigene Freimarkenausgaben gedruckt. Sie entsprachen den Ausgaben Österreichs, unterschieden sich aber in der Währungsangabe Centesimi bzw. Lira.

### Der österreichisch-ungarische Ausgleich 1867
Infolge des Ausgleichs war seit 1867 das königlich ungarische Handelsministerium für die Postverwaltung der sogenannten ungarischen Reichshälfte zuständig. Als Folge dieses Ausgleiches gaben die österreichische und die ungarische Postverwaltung eine bildgleiche Freimarkenserie jeweils für ihr Postgebiet aus. Der oft verwendete Begriff „Gemeinsame Ausgabe“ ist irreführend, da es weder eine gemeinsame Postverwaltung noch ein gemeinsames Postgebiet gab.
Der 1. Juni 1867 war der erste Ausgabetag dieser Freimarkenserie in der ungarischen Reichshälfte, und sie ist somit, sofern in Ungarn abgestempelt, die erste offizielle Briefmarkenausgabe Ungarns. Alle vorherigen Briefmarkenausgaben verloren am 15. Juni 1867 auf dem ungarischen Postgebiet die Gültigkeit. Siehe hierzu auch die Postgeschichte und Briefmarken von Ungarn.
Am 1. Mai 1871 gab die ungarische Postverwaltung eine neue Markenserie aus und beendete auf dem Gebiet der ungarischen Postverwaltung die Gültigkeit der Marken der Ausgabe von 1867 mit 31. Juli 1871.

### Währungsumstellung Kreuzer/Gulden auf Heller/Kronen 1900
1892 wurde in Österreich und Ungarn die Kronen-Heller-Währung eingeführt. Die Tarife im Postwesen wurden jedoch erst am 1. Jänner 1900 umgestellt (die vorherige Guldenwährung verlor 1900 ihre Gültigkeit).
Dies erforderte die Ausgabe neuer Briefmarken in der neuen Währung. Die Marken in Kreuzer-Gulden-Währung verloren am 30. September 1900 die Frankaturgültigkeit.

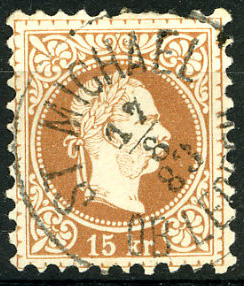
Kreuzer 1883
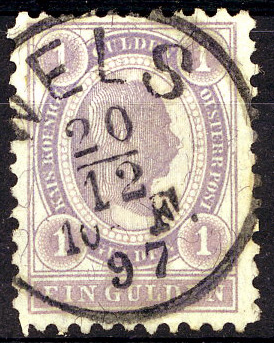
Gulden 1897
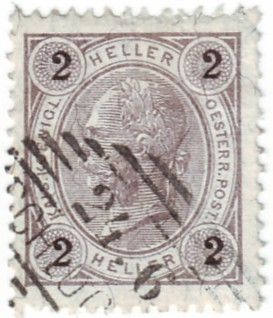
Heller
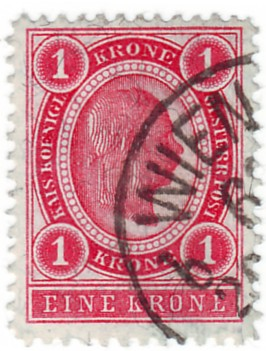
Kronen

## Österreichische Postdienste im Ausland

### Österreichische Post in der Levante
Wie auch andere Staaten hatte Österreich im Osmanischen Reich das Recht, Postdienste zu betreiben. Dies führte zur Ausgabe von Freimarken in Soldi-, ab 1886 in Para/Piasterwährung. Die erste Ausgabe erschien am 1. September 1863 in Alexandrien.

Am 30. September 1914 wurden alle ausländischen, also auch die österreichischen Postämter in der Levante geschlossen.

### Österreichische Post auf Kreta
Freimarken Österreichs von 1899 wurden mit Aufdruck in französischer Währung erstmals im März 1903 ausgegeben. Im Laufe der Jahre erschienen einzelne Werte der jeweils gültigen österreichischen Serien mit Aufdruck in „Centimes“ oder „Franc“. Die Ausgaben 1908 und 1914 wurden bereits in französischer Währung gedruckt.

Diese Marken hatten auch in der Levante Gültigkeit.

### Bosnien-Herzegowina
Der Berliner Kongress vom 13. Juli 1878 ermöglichte Österreich die Verwaltung der ehemals osmanischen Gebiete Bosnien und Herzegowina. 1908 erfolgte dann die vollständige Annexion. Am 1. Juli 1879 wurde für dieses Gebiet die erste Freimarkenserie ausgegeben. Als Vorlage dienten Entwürfe der späteren österreichischen Ausgabe 1883, wobei bezeichnenderweise Angaben bezüglich Staatszugehörigkeit oder Währung fehlen.

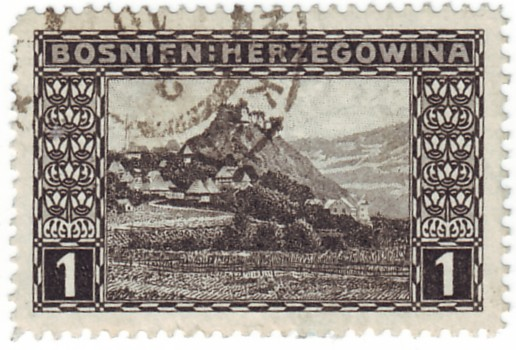
Bosnien-Herzegowina
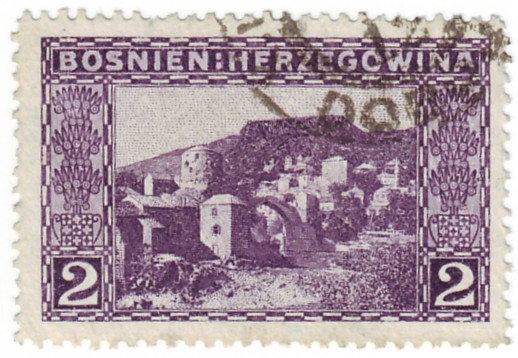
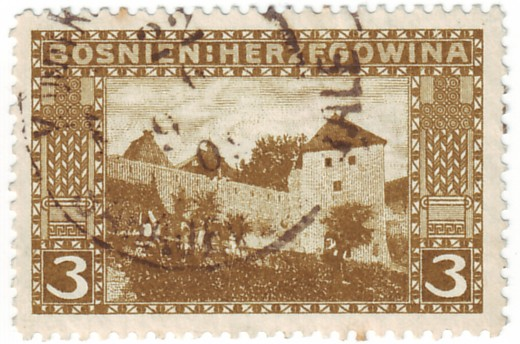
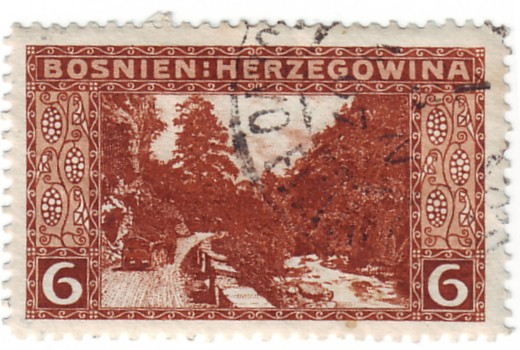

Die Ausgabe vom 1. November 1906, bei der erstmals die Landesbezeichnung Bosnien-Herzegowina aufscheint, weist einige philatelistische Besonderheiten auf:
Die dargestellten Motive sind erstmals Landschaftsbilder, im Gegensatz zu den bisherigen, auch international üblichen Staatssymbolen wie Wappen oder Herrscherhaupt.
Des Weiteren stammt der Entwurf von Koloman Moser, einem bedeutenden österreichischen Jugendstilkünstler. Für viele, nicht nur österreichische Philatelisten, zählt diese Ausgabe zu den schönsten klassischen Briefmarkenausgaben.

### Briefmarken der DDSG

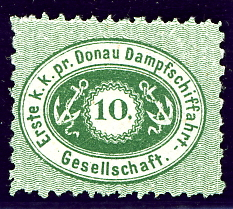
DDSG 10 Kreuzer 1878

1846 erhielt die Erste kaiserlich-königliche Donau Dampfschifffahrt Gesellschaft (DDSG) das Recht zur Postbeförderung innerhalb der von ihr befahrenen Gebiete sowie in Serbien, Rumänien, Bulgarien und im Osmanischen Reich bis zur Grenze von Österreich-Ungarn.

### Postdienst in Liechtenstein
Mangels eigenen Postwesens wurde die Österreichische Post mit der Abwicklung der Postdienstleistungen im Fürstentum Liechtenstein betraut. Ab 1. Juni 1850 wurden daher auch österreichische Briefmarken im Fürstentum verwendet und sind daher, falls in Liechtenstein abgestempelt, Vorläufer der Briefmarken von Liechtenstein. Infolge der Kriegswirren und der Inflation der Nachkriegszeit beendete Liechtenstein das Postabkommen mit Österreich am 29. Februar 1920.
Näheres siehe: Postgeschichte und Briefmarken von Liechtenstein

### Österreichisch-ungarische Feldpost im Ersten Weltkrieg
Während des Ersten Weltkriegs wurden in den von Österreich-Ungarn besetzten Gebieten eigene Postämter eröffnet. Zur Frankatur privater Postsendungen wurden eigene Feldpost-Briefmarken verwendet. Für einzelne Regionen wurden Feldpostausgaben durch Aufdrucke in der Landeswährung bzw. Landesbezeichnung hergestellt.
Ausgabedaten der verschiedenen Feldpostausgaben:
- Allgemeine Feldpostausgaben: Die erste Ausgabe, am 28. April 1915 erschienen, war eine Aushilfsausgabe, bei der Briefmarken von Bosnien-Herzegowina der Ausgabe 1912 mit Aufdruck „K. u. K. Feldpost“ versehen wurden. Ab 1. Juli 1915 erfolgte die Ausgabe einer eigenen, allgemeinen Feldpostserie.
- Feldpostausgabe für Serbien ab 6. März 1916
- Feldpostausgabe für Montenegro ab 1. März 1917
- Feldpostausgabe für Rumänien ab 1. November 1917
- Feldpostausgabe für Italien ab 1. Juni 1918

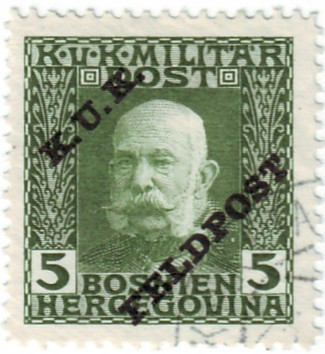
Allgemeine Feldpostausgabe 1915
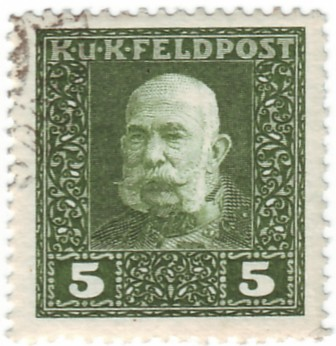
Allgemeine Feldpostausgabe 1915
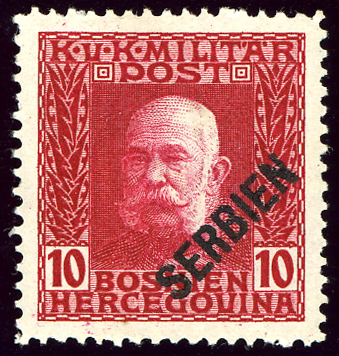
Serbien 1916
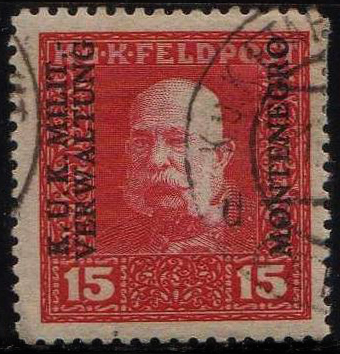
Montenegro 1917
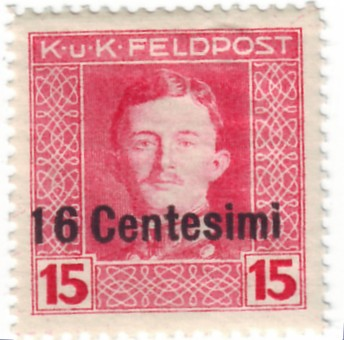
Italien 1918

## Zerfall der Monarchie 1918 – Nachfolgestaaten

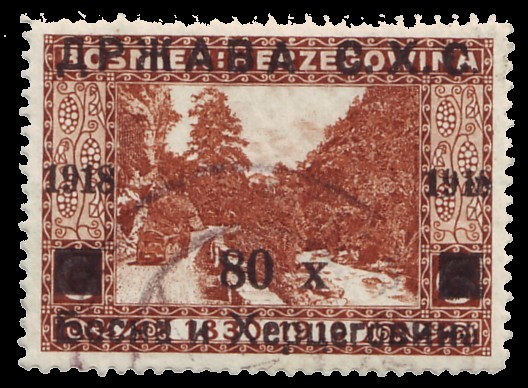
Jugoslawien 1918 auf Bosnien-Marke

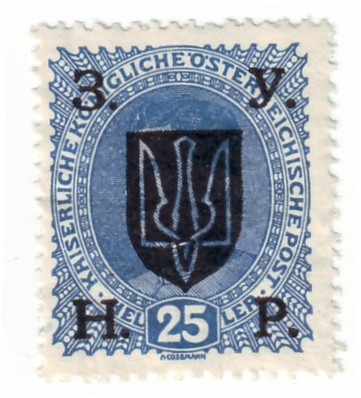
Westukraine auf Bildnis Kaiser
Karl I.

Die letzte k.k. österreichische Markenserie entstand 1916 und zeigte die Kaiserkrone, Kaiser Karl I. und das Wappen der Monarchie. Der Zerfall der Monarchie 1918 führte zur Gründung einer Reihe eigenständiger neuer Staaten wie Polen und der Tschechoslowakei. Da eigene Briefmarken zu Beginn noch nicht verfügbar waren, wurden die örtlich vorhandenen Marken der Doppelmonarchie, versehen mit dem Aufdruck der neuen Landesbezeichnung, als Aushilfsausgaben verwendet.
- SHS-Staat (Jugoslawien)
- Polen (Galizien, Südpolen)
- Westukrainische Volksrepublik
- Tschechoslowakei
- Rumänien (Kolomeaausgabe in Südgalizien und Bukowina) Aufdruck CMT

## Erste Republik 1918–1938

### Republik Deutschösterreich 1918–1919
Nach dem Zerfall der K.u.k. Monarchie wurde in Österreich die Republik ausgerufen. Der neue Rumpfstaat allein wurde von nahezu keinem Österreicher für lebensfähig gehalten. Somit galt der Anschluss an Deutschland als sicher. Dies führte zu der nur wenige Monate offiziellen Staatsbezeichnung Republik Deutschösterreich.
Um den dringenden Bedarf an Briefmarken rasch abdecken zu können, wurden die in großen Mengen vorhandenen Restbestände der Frei-, Zeitungs- und Eilmarkenserien der Monarchie zwischen 1916 und 1918 mit schrägem Aufdruck Deutschösterreich versehen und ab Dezember 1918 ausgegeben.

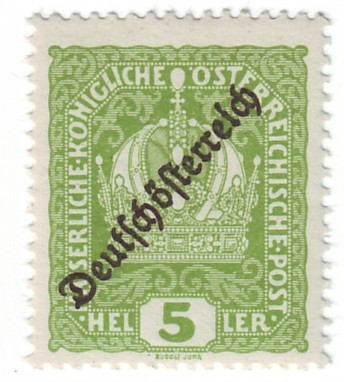
über Kaiserkrone
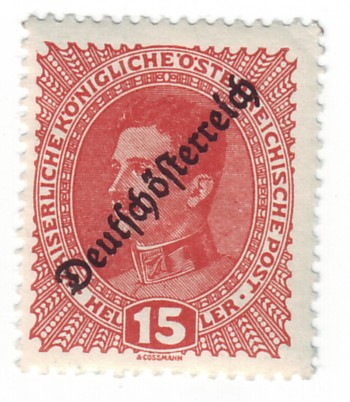
Kaiser Karl I.
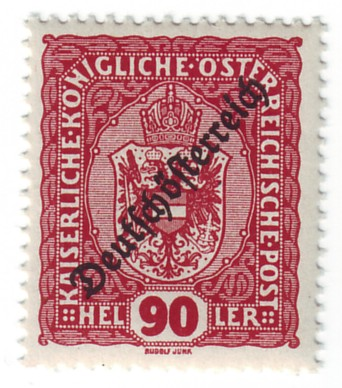
Wappen der Monarchie
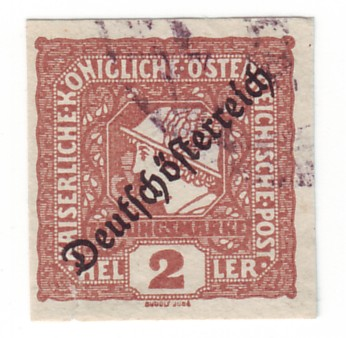
Zeitungsmarke 1916
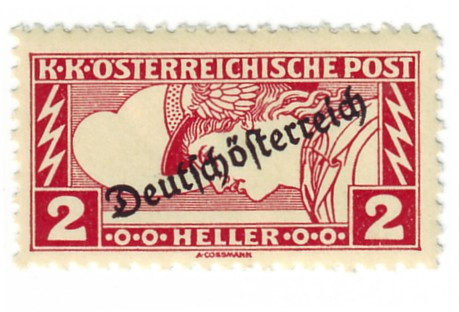
Eilmarke 1917

Ab Juli 1919 erschien die Ausgabe der ersten für Deutschösterreich entworfenen Freimarkenserie.

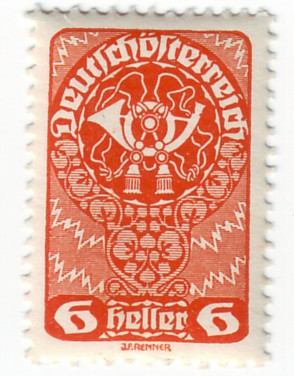
Posthorn
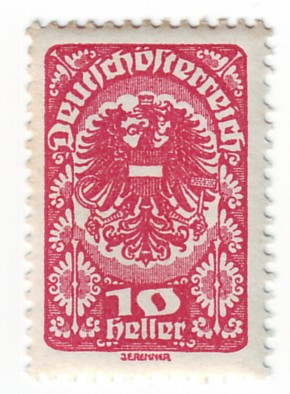
Wappen der Republik
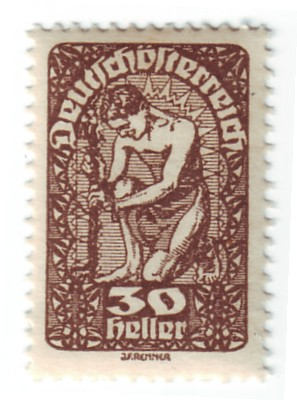
Allegorie
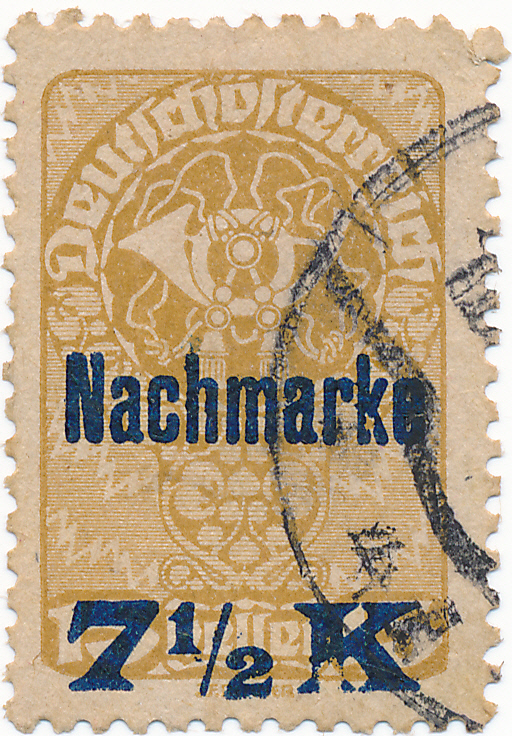
Währungsänderung
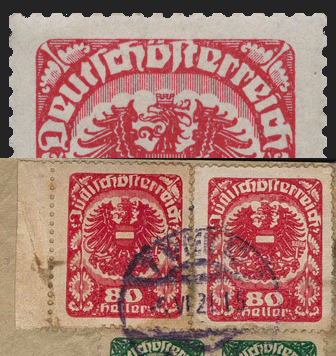
Propagandafälschung. Es wurde der Text der Originalmarke von „Deutschösterreich“ in „Jüdischösterreich“ verändert.

### Republik Österreich 1919–1938
Im 1919 geschlossenen Vertrag von Saint-Germain wurde Österreich jegliche Vereinigung mit Deutschland untersagt, und daher wurde im Staatsnamen noch 1919 der Begriff Deutsch gestrichen. Mit der Auflage der Markenserie 1922 wurde dem auch auf Briefmarken erstmals nachgekommen, und nun lautete die Landesbezeichnung Österreich.
Die Briefmarkenausgaben 1923 bis 1924 zeigten Inflationswerte bis zu 10.000 Kronen. Infolge der katastrophalen Wirtschaftsverhältnisse der Republik und der daraufhin folgenden Inflation wurde eine Währungsänderung notwendig. Mit 1. März 1925 erfolgte die Einführung der Schilling/Groschen-Währung in Österreich. Ein Schilling wurde für den Gegenwert von 10.000 Kronen eingetauscht. Am 1. Juni 1925 erschien die erste Freimarkenserie in der neuen Währung.
Im Dezember 1935 wurde in Österreich weltweit erstmals der Tag der Briefmarke begangen.
Die letzten österreichischen Briefmarken vor dem „Anschluss“ erschienen am 12. Dezember 1937. Es handelt sich um eine Serie von Glückwunschmarken.
Bis 1939 sind etwa zwei Drittel aller österreichischen Briefmarken in der Höheren Graphischen Bundes-Lehr- und Versuchsanstalt in Wien entworfen und gestochen worden.

## Österreich im Deutschen Reich 1938–1945
Nach erfolgtem „Anschluss“ waren einige deutsche und österreichische Briefmarkenausgaben (letztere nur in der Ostmark) frankaturfähig. Ab 4. April 1938 wurden die Briefmarken des Deutschen Reiches auch in Österreich gültig, umgekehrt waren jedoch die österreichischen Marken im Altreich nicht gültig. Als Verrechnungsbasis galt 1,00 Reichsmark = 1,50 Schilling. Mit der Einführung der deutschen Postwertzeichen wurden auch die Tarife der Reichspost übernommen. Ab 22. Juni 1938 waren schließlich alle deutschen Marken in Österreich gültig. Ein „Ostmarksatz“ der deutschen Reichspost vom 18. November 1938, der österreichische Landschaften und Blumen zeigte, kam dem Winterhilfswerk zugute. Die Serie war jedoch nur bis 30. Juni 1939 gültig. Österreich selbst war postalisch an das Deutsche Reich angeschlossen, eigene Briefmarken gab es nach 1938 nicht mehr. Für die deutschen Briefmarken siehe: Briefmarken-Jahrgang 1938 der Deutschen Reichspost, 1939, 1940, 1941, 1942, 1943, 1944 und 1945.

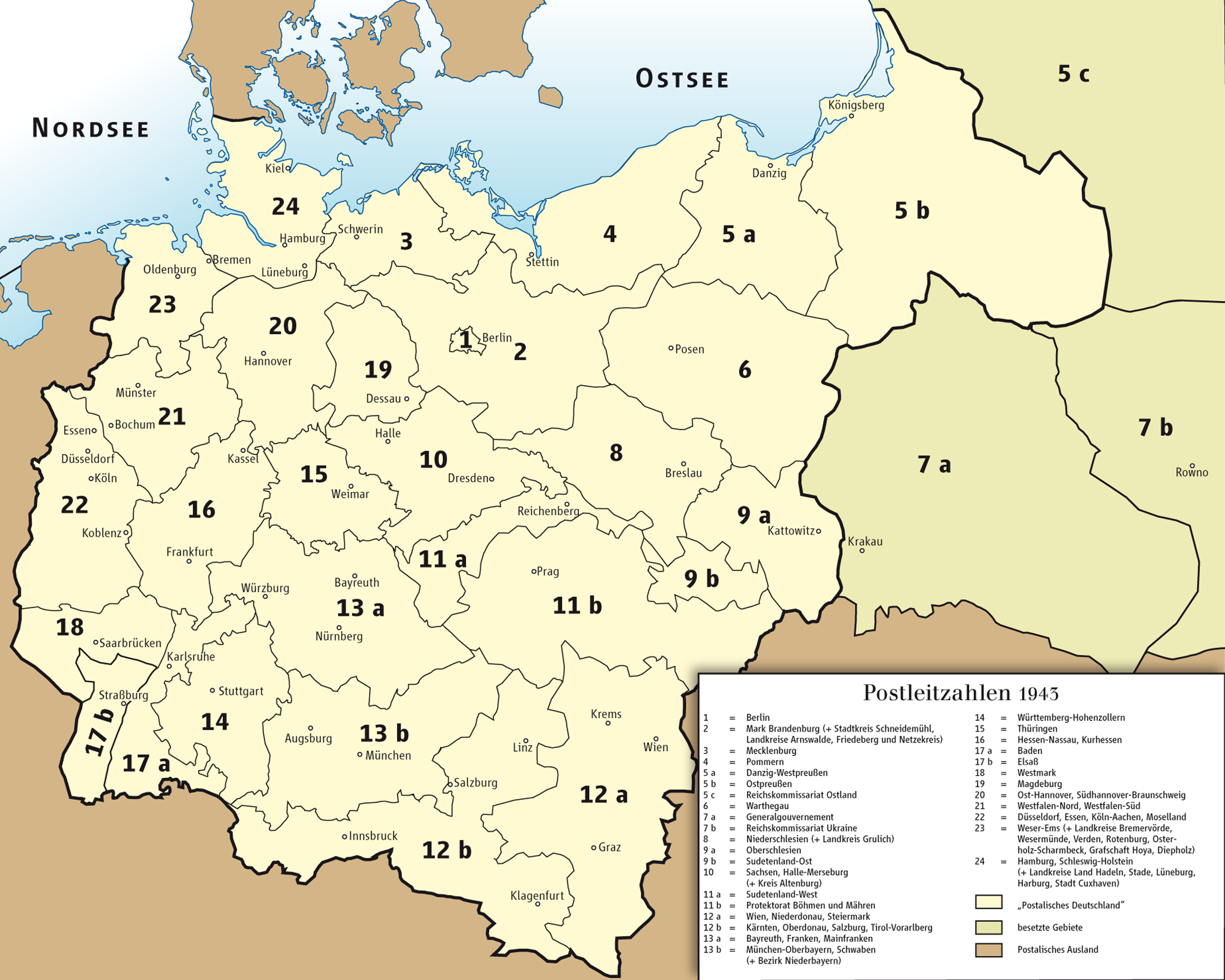
Postleitkarte von 1943

Mit Einführung der Postleitzahl im Deutschen Reich 1941 gab es auch in Österreich – zwei – Postleitregionen. (12a) für Wien, Niederösterreich, Steiermark und das auf Niederösterreich und die Steiermark aufgeteilte Burgenland sowie (12b) für Oberösterreich, Kärnten (inklusive Osttirol), Salzburger Land, Tirol und Vorarlberg.
Im Zuge der Kriegshandlungen brach der Postverkehr in Österreich 1945 vollständig zusammen.

## Zweite Republik ab 1945

### Ende des Krieges

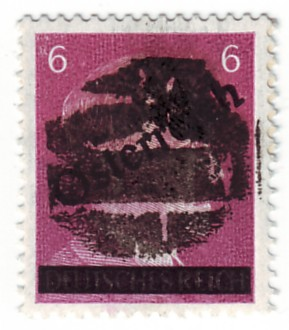
Ausgabe Wien, Korkstempel

Mit dem Ende des Krieges in Österreich wurden die vorhandenen Restbestände von den Alliierten in den jeweiligen Besatzungszonen als Aushilfsausgaben mit Aufdruck verwendet, am 4. Juni 1945 wurde für die sowjetische Zone angeordnet, dass das Hitlerbildnis unkenntlich gemacht werden muss. Dies geschah hauptsächlich unter Verwendung handgefertigter Kork- oder Klecksstempel.
Eine Reihe von Städten produzierten ihre eigenen Lokalausgaben, bevor im Juni 1945 eine Briefmarkenserie für die amerikanische, französische und britische Zone ausgegeben wurde, die in den USA hergestellt und von den amerikanischen Truppen mitgebracht worden war. Im Juli 1945 erschien für die sowjetische Zone eine Markenserie, die von Hans Ranzoni d. J. entworfen worden war. Am 24. November 1945 erschienen die ersten für alle Zonen gültigen Briefmarken, die Freimarkenserie „Landschaftsbilder“ nach Entwürfen von Alfred (von) Chmielowski.

### Nach der Währungsreform
Die Österreichische Post- und Telegraphenverwaltung gab am 10. Dezember 1947 aufgrund der Währungsreform die Freimarkenserie „Landschaftsbilder“ des Jahres 1945 mit Farbänderungen neu heraus. Seit 1948 folgten eine Dauerserie mit Volkstrachten (Zeichnungen von Josef Seger) und ab 1957 ein Bautensatz (Entwürfe von Adalbert Pilch, Hans Strohofer und Otto Zeiller). Die erste Sonderpostmarke nach dem Krieg war „Olympische Spiele 1948“ vom 16. Jänner 1948. Ab 1948 entstanden auch zahlreiche Sonderpostmarkenserien wie beispielsweise „Die Post in der Kunst“ im Jahr 1964.
Ab 1973 entstand als Dauerserie „Schönes Österreich“ (Otto Zeiller) und seit 1984 die Serie „Stifte und Klöster in Österreich“ (Otto Zeiller, Werner Pfeiler). Es folgten 1993 „Kunstwerke aus Stiften und Klöstern in Österreich“, 1997 „Sagen und Legenden aus Österreich“.
Kurz nach Einführung der vierstelligen Postleitzahlen (PLZ) am 1. Jänner 1966 erschien die Sondermarke Postleitzahl in besonders hoher Auflage um die Nummerierung der Zonen 1–9 anhand einer Landkarte zu veranschaulichen und die Verwendung der PLZ zu bewerben.
1966 wurde die von Adalbert Pilch geschaffene Marke „Kunst der Donauschule“ offiziell zur schönsten Briefmarke der Welt gewählt. Neben klassischen Entwürfen wurden seit Mitte der 1970er Jahre auch Motive Moderner Kunst von Künstlern wie Hans Fronius, Paul Flora und Friedensreich Hundertwasser (z. B. „Moderne Kunst in Österreich“ 1975, „Gipfelkonferenz der Staats- und Regierungschefs der Europarat-Mitgliedsstaaten“ 1993) entworfen. Viele dieser Marken wurden von der Österreichischen Staatsdruckerei in sehr aufwändigen Kombinationsdruckverfahren produziert (Stichtiefdruck, Rastertiefdruck, zum Teil auch mit Metallprägung).

### Umstellung auf Euro
Die Bargeld-Umstellung auf Euro erfolgte in Österreich am 1. Jänner 2002. Marken in Schilling waren während einer Übergangsfrist bis 30. Juni des Jahres gültig, somit waren Mischfrankaturen von Euro- und Schillingmarken in diesem Zeitraum möglich. Ebenfalls bis zum 30. Juni 2002 konnten Schillingmarken auf den Postämtern kostenlos eingetauscht werden, später nur mehr mit Einschränkungen. Seit 20. Dezember 2003 ist der Umtausch nicht mehr möglich.

### Aktuelle Ausgaben
2002 folgten die Dauermarkenausgaben Ferienland Österreich und 2007 Blumen. 2011 wurde eine neue Dauermarkenserie mit der Bezeichnung Kunsthäuser, welche vom Kremser Künstler Rainer Prohaska (* 1966) in modernem Design gestaltet wurde, ausgegeben. Im Jahre 2013 wurde diese Serie von der neuen Dauermarkenserie Österreichische Wahrzeichen abgelöst. 2015 wurde eine selbstklebende Dauermarkenserie mit dem Titel „Impressionen aus Österreich“ herausgegeben. Tendenziell wurde die zumeist hochwertige Druckausführung der Markenausgaben (Stichtiefdruck) von kostengünstigeren Druckvarianten abgelöst.
Andererseits wurden immer wieder Sondermarken oder Blocks mit bemerkenswerten Details und innovativen Besonderheiten herausgegeben, beispielsweise ein Block mit applizierten Kristallen (Swarovski Kristallwelten, 2004) und Stickereimarken (Edelweiß 2005, Enzian 2008, Dirndl 2016) oder 2020 eine „Sondermarke Corona“ aus echtem Toilettenpapier.
Die Zahl der herausgegebenen Blocks stieg kontinuierlich an, wobei bei Thematik und Ausführung vielfach neue und werbewirksame Wege beschritten wurden; z. B. erschien 2008 ein Block mit 3D-Effekt (Venus von Willendorf), ein Block in Gestalt eines Fußballs (anlässlich der Fußball-Europameisterschaft 2008), eine Porzellan-Briefmarke 2014, eine lederne Briefmarke in Form einer Lederhose 2015 oder eine Hinterglasmalerei-Marke 2016. 2012 wurde erstmals ein Block in Gestalt eines Comicmarken-Puzzles herausgegeben.
Viele Blocks wurden gemeinsam mit Postverwaltungen anderer Staaten ediert, beispielsweise mit Slowenien (2013), Thailand (2012), Israel (2010) oder Argentinien (2010). Bezüglich der Abbildung lebender Persönlichkeiten (Ausnahmen: Bundespräsident (Österreich), Papst) auf Briefmarken fand ein Paradigmenwechsel statt. Immer öfter wurden auch selbstklebende Briefmarken herausgegeben.

## Private Briefmarken

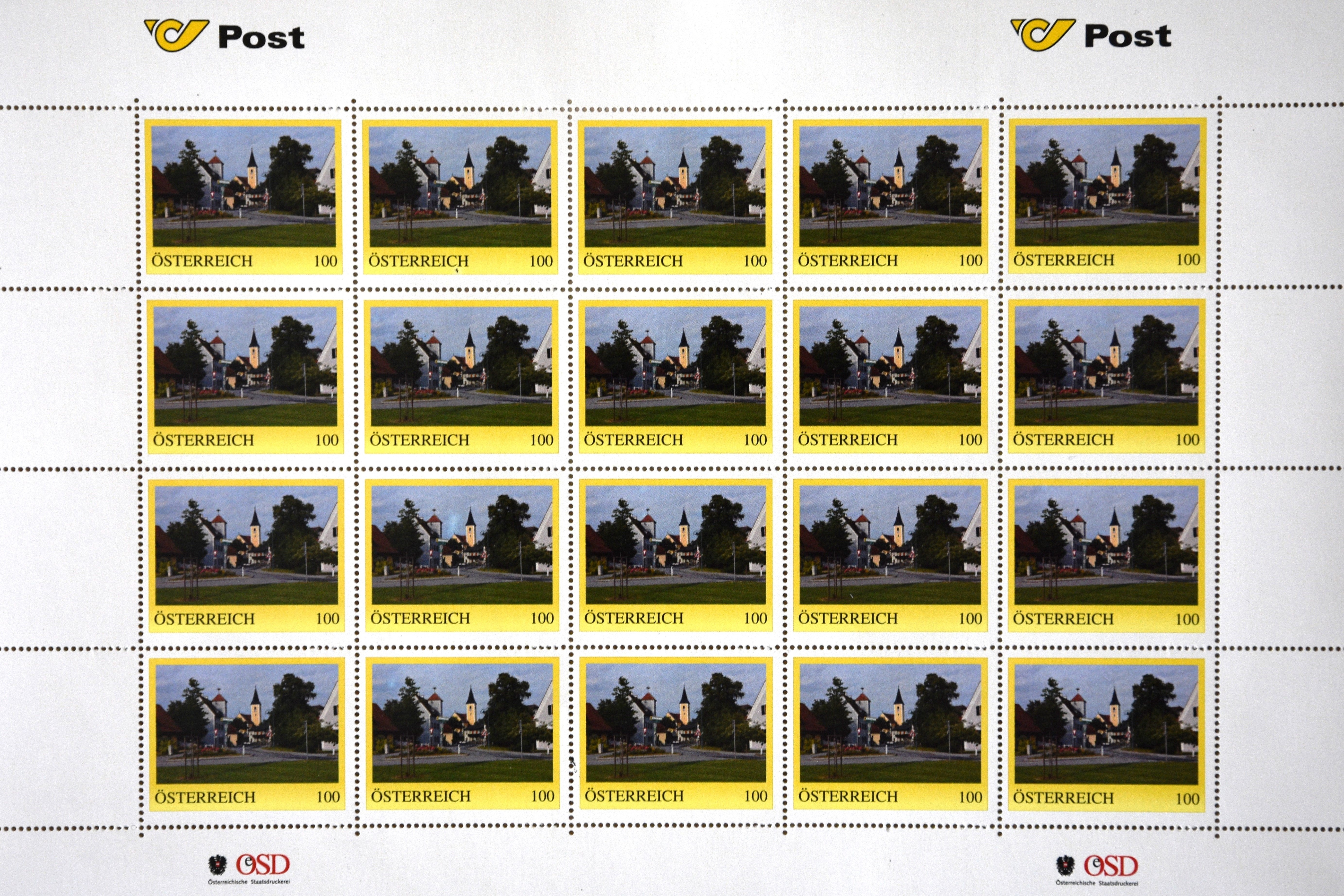
Meine Marke, Übersbach

Seit 2003 kann man in Österreich mit einer Mindestauflage von zunächst 200, seit 2005 von 100 Stück seine eigenen Briefmarken drucken lassen. 2023 lag die Mindestabnahme bei 20 Stück.